# Communauté de communes du Pays de Montsûrs
Die Communauté de communes du Pays de Montsûrs ist ein französischer Gemeindeverband (Communauté de communes) im Département Mayenne und der Region Pays de la Loire. Er wurde am 26. Dezember 2000 gegründet. 2012 fusionierte der Gemeindeverband mit der Communauté de communes de Bais, der Communauté de communes d’Erve et Charnie und der Communauté de communes du Pays d’Évron und bildeten somit die neue Communauté de communes des Coëvrons.

## Mitglieder
1. La Bazouge-des-Alleux
2. Brée
3. La Chapelle-Rainsouin
4. Deux-Évailles
5. Gesnes
6. Montourtier
7. Montsûrs
8. Saint-Céneré
9. Saint-Ouën-des-Vallons

## Quelle
- Le SPLAF - (Website zur Bevölkerung und Verwaltungsgrenzen in Frankreich (frz.))